# Campeonato de Escocia de Rugby 2008-09
El Campeonato de Escocia de Rugby (Premiership One) de 2008-09 fue la 36° edición del principal torneo de rugby de Escocia.

## Sistema de disputa
El torneo se disputó en formato de todos contra todos en la que cada equipo enfrentó a cada uno de sus rivales.
El equipo que al finalizar el torneo obtuviera mayor cantidad de puntos, se coronó como campeón del torneo, mientras que los últimos dos descienden a segunda división.

## Clasificación
| Pos. | Equipo              | Encuentros | Encuentros | Encuentros | Encuentros | Tantos | Tantos | Tantos | Puntos |
| Pos. | Equipo              | PJ         | PG         | PE         | PP         | F      | C      | Dif    | Puntos |
| ---- | ------------------- | ---------- | ---------- | ---------- | ---------- | ------ | ------ | ------ | ------ |
| 1.º  | Ayr RFC             | 22         | 18         | 1          | 3          | 565    | 229    | +336   | 86     |
| 2.º  | Heriot's FP         | 22         | 12         | 0          | 10         | 605    | 518    | +87    | 66     |
| 3.º  | Boroughmuir RFC     | 22         | 13         | 1          | 8          | 602    | 397    | +205   | 64     |
| 4.º  | Melrose RFC         | 22         | 14         | 0          | 8          | 493    | 443    | +50    | 63     |
| 5.º  | Selkirk             | 22         | 14         | 1          | 7          | 437    | 516    | -79    | 63     |
| 6.º  | West of Scotland    | 22         | 10         | 1          | 11         | 424    | 409    | +15    | 52     |
| 7.º  | Currie Chieftains   | 22         | 9          | 1          | 12         | 523    | 504    | +19    | 51     |
| 8.º  | Watsonians          | 22         | 8          | 2          | 12         | 503    | 508    | -5     | 51     |
| 9.º  | Edinburgh Accies    | 22         | 10         | 0          | 12         | 410    | 518    | -108   | 47     |
| 10.º | Glasgow Hawks       | 22         | 8          | 1          | 13         | 446    | 493    | -47    | 46     |
| 11.º | Stirling County RFC | 22         | 6          | 1          | 15         | 405    | 682    | -277   | 35     |
| 12.º | Hawick RFC          | 22         | 5          | 1          | 16         | 338    | 534    | -196   | 31     |

|  | Campeón.    |
|  | Descendido. |

| Bandera de Escocia |
| Campeón Ayr RFC    |
| Primer título      |